# La Fille perverse
La Fille perverse (いじめっ娘, Ijimekko) est un recueil de shōjo mangas de Junji Itō, prépubliés dans les magazines Monthly Halloween et Nemuki entre juin 1989 et 1994 puis publié par Asahi Sonorama en un volume relié sorti en septembre 1998. La version française a été éditée par Tonkam dans la collection « Frissons » en un tome sorti en novembre 2011.
Ce recueil fait partie de la « Itoh Junji Kyofu Manga Collection (伊藤潤二恐怖マンガＣｏｌｌｅｃｔｉｏｎ) », publié sous le no 12 au Japon et en France.

## Sommaire
La Fille perverse (いじめっ娘, Ijimekko)
La Maison au déserteur (脱走兵のいる家, Dassōhei no Iru Ie)
Le Cœur d'un père (父の心, Chichi no Kokoro)
Souvenirs (記憶, Kioku)
Au fond de la ruelle (路地裏, Rojiura)
Scénario amoureux (シナリオどおりの恋, Scenario-doori no Koi)
En terre (土の中…, Tsuchi no Naka . . .)

## Publication
| no | Japonais           | Japonais       | Français         | Français          |
| no | Date de sortie     | ISBN           | Date de sortie   | ISBN              |
| -- | ------------------ | -------------- | ---------------- | ----------------- |
| 1  | 1er septembre 1998 | 978-4257903246 | 30 novembre 2011 | 978-2-7595-0098-7 |

### Première parution
1. ↑  Monthly Halloween, août 1990.
2. ↑  Monthly Halloween, septembre 1990.
3. ↑  Monthly Halloween, mai-juin 1990.
4. ↑  Histoires à dormir debout vol. 11, 1993.
5. ↑  Monthly Halloween, mars 1992.
6. ↑  Monthly Halloween, juin 1989.
7. ↑  Nemuki vol. 18, 1994.

### Édition japonaise
Asahi Sonorama
1. 1 2  (ja) « Tome 1 », sur amazon.co.jp.

### Édition française
Tonkam
1. 1 2  (fr) « Tome 1 ».